# 指定都市職員共済組合
指定都市職員共済組合（していとししょくいんきょうさいくみあい）は、政令指定都市職員を組合員として構成される共済組合である。

## 概要
地方公務員等共済組合法に基づいて設立された共済組合で、一部の政令指定都市において1市ごとに1組合置かれている。
仙台市以降に政令指定都市になった市は該当しない。
仙台市には都市職員共済組合である仙台市職員共済組合が置かれ、その他の指定都市は都道府県ごとの置かれている市町村職員共済組合に加入している。
市町村職員共済組合および都市職員共済組合と共に全国市町村職員共済組合連合会を構成している。
札幌市職員共済組合は宿泊施設を運営している。
組合員証の保険者番号は32から始まる8桁の番号からなる。

## 構成団体 （保険者番号）
- 札幌市職員共済組合（32010316）
- 横浜市職員共済組合（32140311）
- 川崎市職員共済組合（32140329）
- 名古屋市職員共済組合（32230310）
- 京都市職員共済組合（32260317）
- 大阪市職員共済組合（32270316）
- 神戸市職員共済組合（32280315）
- 広島市職員共済組合（32340317）
- 北九州市職員共済組合（32400319）
- 福岡市職員共済組合（32400327）

## 宿泊施設
- 定山渓温泉 渓流荘（札幌市）